# جاكسون د. أرنولد
جاكسون د. أرنولد (بالإنجليزية: Jackson D. Arnold)‏ هو ضابط أمريكي، ولد في 3 نوفمبر 1912 في غينزفيل في الولايات المتحدة، وتوفي في 8 ديسمبر 2007 في إنسينيتاس في الولايات المتحدة.